# Acheta hispanicus
Acheta hispanicus är en insektsart som beskrevs av Jules Pièrre Rambur 1838. Acheta hispanicus ingår i släktet Acheta och familjen syrsor. Inga underarter finns listade i Catalogue of Life.